# تشارلز ويلر
تشارلز ويلر (بالإنجليزية: Charles Wheeler)‏ هو رسام أسترالي ونيوزيلندي، ولد في 4 يناير 1881 في دنيدن في نيوزيلندا، وتوفي في 26 أكتوبر 1977.